# Universidad Jawaharlal Nehru
La Universidad Jawaharlal Nehru (JNU) es una importante universidad pública de investigación ubicada en Nueva Delhi, India. Se estableció en 1969 y lleva el nombre de Jawaharlal Nehru, el primer primer ministro de la India. La universidad es conocida por sus facultades líderes y su énfasis en la investigación en ciencias sociales y ciencias aplicadas.

## Historia
La Universidad Jawaharlal Nehru fue establecida en 1969 por una ley del parlamento. Lleva el nombre de Jawaharlal Nehru, el primer primer ministro de la India. Gopalaswami Parthasarathi fue el primer vicecanciller. Moonis Raza fue el presidente fundador y el primer rector. El proyecto de ley para el establecimiento de la Universidad Jawaharlal Nehru fue colocado en el Rajya Sabha el 1 de septiembre de 1965 por el entonces Ministro de Educación, M. C. Chagla. Durante la discusión que siguió, Bhushan Gupta, miembro del parlamento, expresó la opinión de que esta no debería ser una universidad más, se deberían crear nuevas facultades, incluido una donde se impartiera socialismo científico, y una cosa que esta universidad debería garantizar era tener en cuenta las ideas nobles y brindar accesibilidad a los estudiantes de los sectores más débiles de la sociedad. El proyecto de ley JNU se aprobó en Lok Sabha el 16 de noviembre de 1966 y la ley JNU entró en vigor el 22 de abril de 1969.
La Indian School of International Studies se fusionó con la Universidad Jawaharlal Nehru en junio de 1970. Tras la fusión, el prefijo "indio" se eliminó del nombre de la escuela y se convirtió en la Escuela de Estudios Internacionales de la Universidad Jawaharlal Nehru.

## Organización

### Gobernanza
El presidente de la India es el visitante de la universidad. El rector es el jefe nominal de la universidad y el vicerrector es el jefe ejecutivo de la universidad. Ambos son designados por el visitador según las recomendaciones del Consejo Ejecutivo. El Tribunal, el Consejo Ejecutivo, el Consejo Académico y el Comité de Finanzas son las autoridades administrativas de la universidad.
El Tribunal Universitario es la máxima autoridad de la universidad y tiene la facultad de revisar los actos del Consejo Ejecutivo y del Consejo Académico. El Consejo Ejecutivo es el máximo órgano ejecutivo de la universidad. El Consejo Académico es el máximo órgano académico de la universidad y es responsable del mantenimiento de los estándares de instrucción, educación y examen dentro de la universidad. Tiene derecho a asesorar al Consejo Ejecutivo en todos los asuntos académicos. El Comité de Finanzas es responsable de recomendar políticas financieras, metas y presupuestos.

### Escuelas y Centros
Los departamentos académicos de la Universidad Jawaharlal Nehru se dividen en 20 facultades y centros.
 
- Facultad de Artes y Estética
- Facultad de Biotecnología
- Facultad de Ciencias Computacionales e Integrativas
- Facultad de Ciencias de la Computación y Sistemas
- Facultad de Ingeniería
- Facultad de Ciencias Ambientales
- Facultad de Estudios Internacionales
- Facultad de Estudios de Lengua, Literatura y Cultura
- Facultad de Ciencias de la Vida
- Facultad de Administración y Emprendimiento Atal Bihari Vajpayee
- Facultad de Ciencias Físicas
- Facultad de Estudios Índicos y Sánscritos
- Facultad de Ciencias Sociales
- Centro de Estudios de Derecho y Gobernanza
- Centro Especial para la Investigación de Desastres
- Centro Especial para E-Learning
- Centro Especial de Medicina Molecular
- Centro Especial de Nanociencia
- Centro Especial de Estudios de Seguridad Nacional
- Centro Especial para el Estudio del Noreste de la India

### Institutos reconocidos
JNU ha otorgado reconocimiento y acreditación a distintas instituciones en todo el país. Además, la universidad cuenta con programas de intercambio y colaboración académica a través de la firma de MoUs con 71 universidades de todo el mundo. La universidad también ha enviado una propuesta para establecer un centro en Bihar. Los oficiales en formación del Servicio Administrativo de la India (IAS) obtendrán una maestría en Gestión Pública de la Universidad Jawaharlal Nehru (JNU).

## Perfil académico

### Premios
La Universidad Jawaharlal Nehru recibió el Premio del visitante a la Mejor universidad en 2017 por el presidente de la India.

### Rankings
El JNU fue clasificado en las posiciones 561-570 por el QS World University Rankings de 2022. JNU ocupó el segundo lugar entre todas las universidades de la India y el décimo en general según el Marco de Clasificación Institucional Nacional del Gobierno de la India en 2022. También recibió el premio a la mejor universidad por el presidente de la India en 2017. Ha sido clasificada entre las 10 mejores universidades indias según el ranking QS World University.

## Vida estudiantil

### Unión de Estudiantes
El Sindicato de Estudiantes de la Universidad Jawaharlal Nehru o JNUSU es el organismo representativo de toda la universidad para los estudiantes de la universidad. Es un cuerpo electo.

#### Prohibición de elecciones estudiantiles de 2008-12
El 24 de octubre de 2008, la Corte Suprema de India suspendió las elecciones de la JNU y prohibió la JNUSU por no cumplir con las recomendaciones del comité Lyngdoh. Después de una lucha prolongada y negociaciones multipartidistas, la prohibición se levantó el 8 de diciembre de 2011. Después de un intervalo de más de cuatro años, se programaron nuevamente elecciones provisionales para el 1 de marzo de 2012. Tras los resultados de las elecciones declarados el 3 de marzo de 2012, los candidatos de la Asociación de Estudiantes de Toda la India (AISA) ganaron los cuatro escaños del panel central y Sucheta Dalal, el presidente de AISA se convirtió en presidente de JNUSU.

### Asociación de Estudiantes Internacionales
La Asociación de Estudiantes Internacionales (ISA) es un organismo oficial de la Universidad Jawaharlal Nehru. Fue instituido en 1985 con miras a promover las relaciones amistosas y el intercambio cultural. La ISA tiene una constitución y comités electos ejecutivos, culturales, consultivos y financieros. Todos los estudiantes extranjeros de JNU también son miembros de la FSA. La universidad tiene 133 estudiantes internacionales.

### Activismo y controversia
La JNU está imbuida de una intensa vida política en el campus. Se dice que los estudiantes que abandonan el campus adquieren una "perspectiva de la vida permanentemente cambiada" como resultado de la política estudiantil. La politización de la vida universitaria ha llevado a negarse a barrer bajo la alfombra cuestiones sociales como el feminismo, los derechos de las minorías, la justicia social y económica. Todos estos temas se debaten ferozmente en reuniones formales e informales.

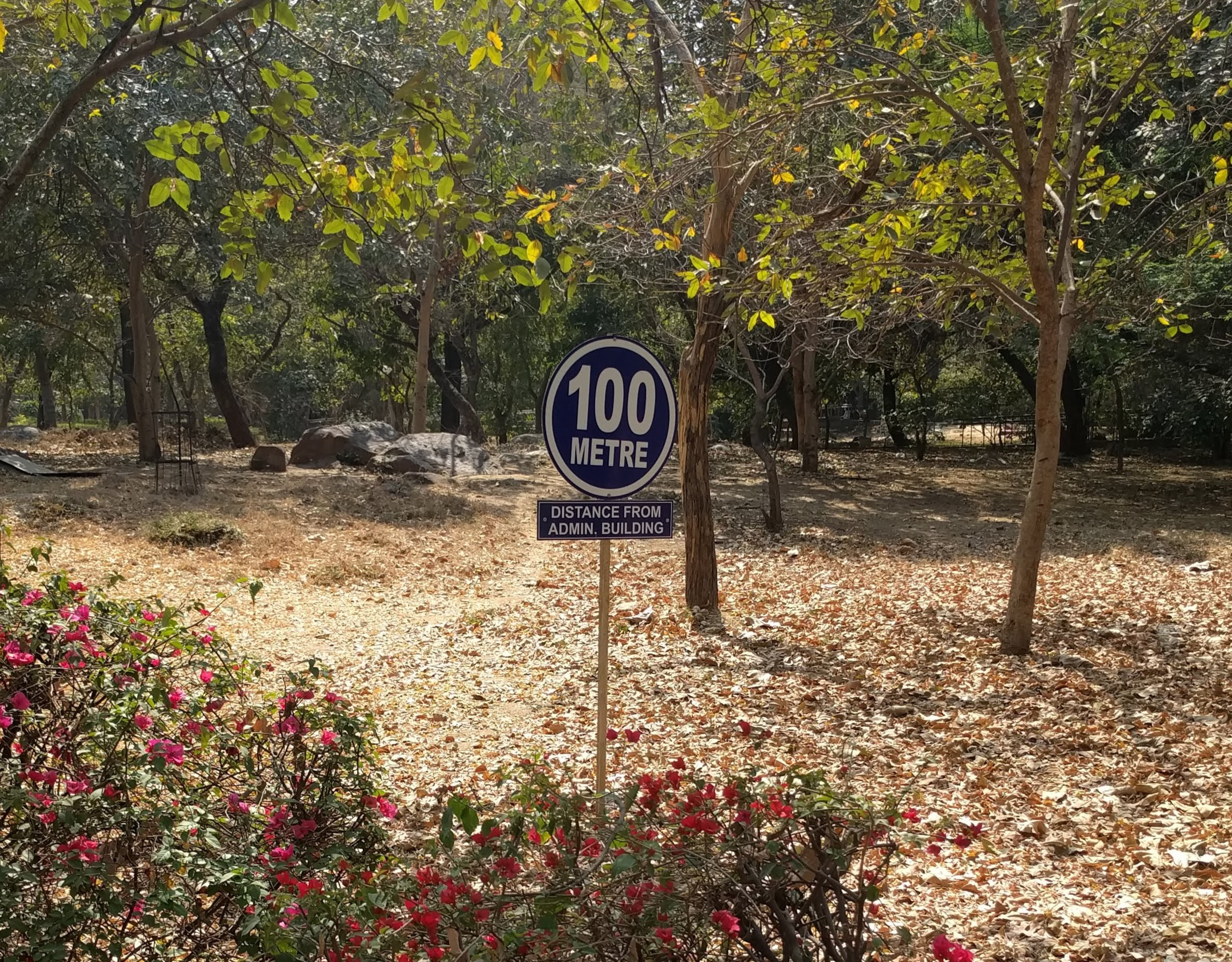
Un letrero cerca del edificio administrativo de JNU después de que el Tribunal Superior de Delhi dictaminara que los estudiantes no pueden realizar protestas dentro de una periferia de 100 metros del bloque administrativo de la universidad.

La política estudiantil de la JNU es de centro-izquierda, aunque en los últimos años también han entrado en el campo grupos de estudiantes de derecha. La participación política tiene un "espíritu de celebración". Las elecciones del sindicato de estudiantes están precedidas por días de debates y reuniones, manteniendo a todos los estudiantes involucrados. La JNU tiene la reputación de ser un "bastión rebelde de la revolución marxista". Sin embargo, los activistas estudiantiles niegan la acusación y afirman que la política en JNU se basa en cuestiones intelectuales.

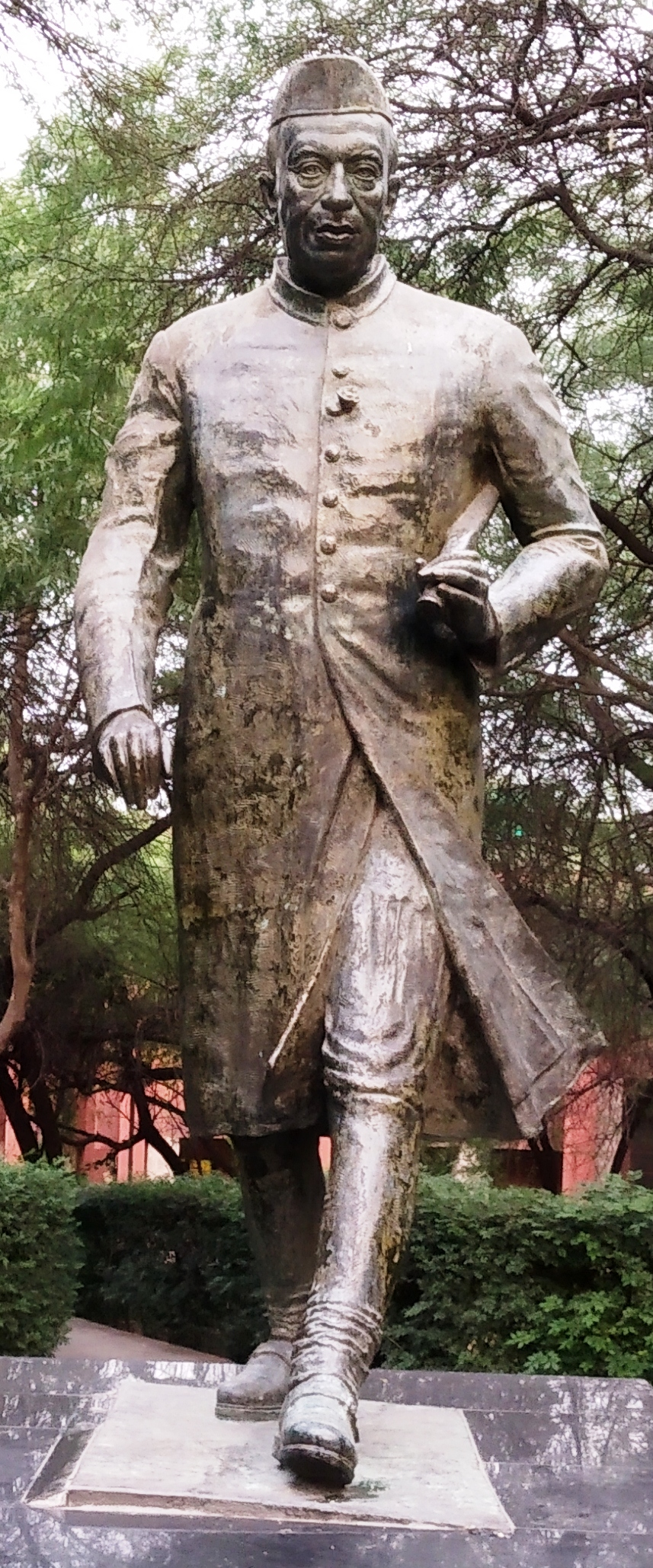
Estatua icónica de Jawaharlal Nehru en el bloque administrativo de JNU.

La universidad es conocida por sus exalumnos que ahora ocupan importantes puestos políticos y burocráticos. En parte, esto se debe a la prevalencia de la política estudiantil de centroizquierda y la existencia de una constitución escrita para la universidad a la que el destacado líder del Partido Comunista de la India, Prakash Karat, contribuyó exhaustivamente durante su educación en JNU.

#### Controversia de la Operación Green Hunt de 2010
En 2010, se organizó un "Foro JNU en contra de la guerra contra las personas" para oponerse a la Operación Green Hunt lanzada por el gobierno. Según el secretario general nacional de NSUI, Shaikh Shahnawaz, la reunión fue organizada por la Unión de Estudiantes Democráticos (DSU) y la Asociación de Estudiantes de Toda India (AISA) para "celebrar el asesinato de 76 miembros del personal de CRPF en Chhattisgarh". Shaikh Shahnawaz también declaró que "incluso gritaban consignas como 'India murdabad, Maovad zindabad". Activistas de NSUI y ABVP realizaron una marcha contra esta reunión, "que fue vista como un intento de apoyar a los naxalitas y celebrar la masacre", después de lo cual las distintas partes se enfrentaron. Los organizadores del foro dijeron que "el evento no tuvo nada que ver con los asesinatos en Dantewada".

#### Oposición a la azafranización de 2015
En 2015, la Unión de Estudiantes de JNU y la Asociación de Estudiantes de toda la India se opusieron a los esfuerzos para crear instrucción sobre la cultura india. La oposición a tales cursos se basó en que tal instrucción era un intento de azafranar la educación. La azafranización se refiere a los esfuerzos de la derecha para glorificar la antigua cultura hindú excluyendo a las minorías étnicas y culturales de la India, principalmente a los musulmanes. Los cursos propuestos fueron objetados con éxito y, por lo tanto, fueron "retrocedidos". Una exalumna de JNU y exmiembro del sindicato de estudiantes, Albeena Shakil, afirmó que los funcionarios del Partido Popular Indio en el gobierno fueron los responsables de proponer los controvertidos cursos.

#### Caminata del arcoíris de 2015
El 28 de diciembre de 2014, el simbólico "Árbol del arco iris", que representaba el orgullo LGBTQ, fue objeto de vandalismo. Para contrarrestar la "creciente homofobia" en el campus, la Unión de Estudiantes de JNU junto con otros grupos queer como Anjuman y Dhanak, encabezaron una marcha el 9 de enero, llamada caminata del arcoíris. La marcha comenzó en Ganga Dhaba de JNU y terminó en el árbol del arcoíris. Los manifestantes criticaron el veredicto de 2013 de la Corte Suprema que anuló la orden de la Corte Suprema de Delhi que anuló la Sección 377 de la IPC. La campaña tuvo como objetivo celebrar el derecho individual a la libertad e identidad sexual. La marcha se llenó de cantos y consignas; los estudiantes también pintaron un paso de cebra con los colores del arco iris y envolvieron árboles con hilos de colores del arco iris.

#### Controversia de sedición de 2016
El 9 de febrero, 10 estudiantes, anteriormente pertenecientes a la Unión de Estudiantes Democráticos (DSU), organizaron una velada cultural en Sabarmati Dhaba, contra la ejecución del convicto del ataque al Parlamento indio de 2001 Afzal Guru y el líder separatista Maqbool Bhat, y por el derecho de Cachemira a la autodeterminación. Eslóganes "anti-India" como "Pakistan Zindabad" ("Larga vida a Pakistán"), "Kashmir ki azadi tak jung chalegi, Bharat ki barbadi tak jung chalegi" ("La guerra continuará hasta la libertad de Cachemira, la guerra continuará hasta la demolición de la India") supuestamente se plantearon en la reunión de protesta. En la universidad se realizaron protestas de miembros de la ABVP exigiendo la expulsión de los organizadores estudiantiles.
La administración de JNU ordenó una investigación "disciplinaria" sobre la celebración del evento a pesar de la denegación del permiso, diciendo que cualquier conversación sobre la desintegración del país no puede ser "nacional". La policía de Delhi arrestó al presidente de la Unión de Estudiantes de JNU, Kanhaiya Kumar, y a Umar Khalid por cargos de sedición y conspiración criminal, según la sección 124 del Código Penal indio que data de 1860.
El arresto pronto se convirtió en una gran controversia política, con varios líderes de partidos de oposición visitando el campus de JNU en solidaridad con los estudiantes que protestaban contra la represión policial. Más de 500 académicos de todo el mundo, incluidos exalumnos de JNU, emitieron una declaración en apoyo de los estudiantes. En una declaración separada, más de 130 académicos líderes en el mundo, incluidos Noam Chomsky, Orhan Pamuk y Akeel Bilgrami, calificaron de "acto vergonzoso del gobierno indio" invocar las leyes de sedición formuladas durante la época colonial para silenciar las críticas. La crisis fue particularmente preocupante para algunos académicos que estudian el nacionalismo. El 25 de marzo de 2016, la búsqueda de Google Maps de 'antinacional' llevó a los usuarios al campus de JNU.

#### Estatua de Swami Vivekananda
El primer ministro de la India, Narendra Modi, inauguró la estatua de 151 pulgadas de altura de Swami Vivekananda en el 151º Jayanti de Jainacharya Shree Vijay Vallabh Surishwer Ji Maharaj y se refirió a ella como la Estatua de la Paz, mientras que los estudiantes de la Unión de Estudiantes de la Universidad Jawaharlal Nehru protestaron fuera del campus de JNU y planteó lemas como 'Modi no eres bienvenido, vete', 'Castigo a los perpetradores del ataque del 5 de enero', 'Salven a la educación pública' y 'Desbloqueen JNU', entre otros.
En noviembre de 2019, la estatua aún por inaugurar de Swami Vivekananda en el campus de la Universidad Jawaharlal Nehru (JNU) fue destrozada, con eslóganes contra el Partido Popular Indio pintados en el suelo alrededor de la estatua. Los estudiantes de la universidad, sin embargo, negaron su participación y lo calificaron como un acto de algunos sinvergüenzas para desacreditar el movimiento de la Unión de Estudiantes de JNU. Posteriormente, un grupo de estudiantes borró los lemas pintados cerca de la estatua.

### Violencia en el campus

#### Clausura de la universidad de 1981
La universidad fue cerrada durante 46 días por el gobierno indio en 1981 después de la violencia de los sindicatos de estudiantes vinculados a los partidos comunistas.

#### Ataque a oficiales del ejército de 2000
En abril de 2000, dos oficiales del ejército que molestaron a una mushaira indo-pakistaní en el campus de JNU fueron golpeados por estudiantes agitados. Los oficiales se enojaron por los poemas contra la guerra recitados por dos poetas paquistaníes e interrumpieron la mushaira. Se enfurecieron por las líneas recitadas de un poema de la poetisa urdu, Fahmida Riaz Tum bhi bilkul hum jaise nikle ("Resultó que eras como nosotros") e interpretó las líneas como una crítica a la India. Uno de ellos comenzó a gritar consignas contra Pakistán. Cuando el público pidió silencio, fueron dominados por la seguridad y luego golpeados por los estudiantes, aunque no resultaron gravemente heridos. El ejército indio negó los cargos y se informó que los dos oficiales del ejército fueron ingresados en hospitales. Se nombró a un juez jubilado para investigar la acusación.

#### Protesta de 2019 y ataque de 2020
El 13 de noviembre de 2019, la administración de JNU elevó las tarifas de la universidad. Desde el 28 de octubre de 2019, algunos estudiantes de JNU habían estado protestando contra el aumento de tarifas. Como parte de esta protesta, los estudiantes boicotearon los exámenes finales del semestre. Después de las protestas, la universidad retrocedió parcialmente al reducir las tarifas solo para estudiantes de familias con pobreza extrema (categoría BPL) que no disfrutan de ninguna beca. La medida no convenció a los estudiantes ya que no hubo reversión en el aumento de la tarifa para los estudiantes que no pertenecen a la categoría BPL ni para los estudiantes de BPL que disfrutan de una beca. Para presionar a la administración por una reversión completa del aumento de las tarifas, JNUSU había continuado con las protestas. El registro del semestre con la tarifa revisada se inició el 1 de enero.
El 5 de enero de 2020, un grupo de vándalos enmascarados ingresó al campus, destruyó propiedades y golpeó a varias personas. Esto incluyó a estudiantes y profesores. Esto generó una condena generalizada del público, con partidos de oposición, celebridades de Bollywood y activistas de derechos humanos expresando sus preocupaciones.

#### Resistencia a la prohibición de alimentos no vegetarianos de 2022
En abril de 2022, un grupo de estudiantes de la ABVP atacó al personal del comedor y a los estudiantes por servir comida no vegetariana. El hecho dio lugar a un enfrentamiento con estudiantes en resistencia a los esfuerzos de ABVP para prohibir la comida no-vegetariana; el resultado del enfrentamiento derivó en varios estudiantes heridos. La policía de Delhi registró una FIR contra estudiantes ABVP no identificados. Un internauta comentó esto como una negación de la libertad y una continuación del ataque contra los musulmanes en la India.

## Alumnos y profesores notables

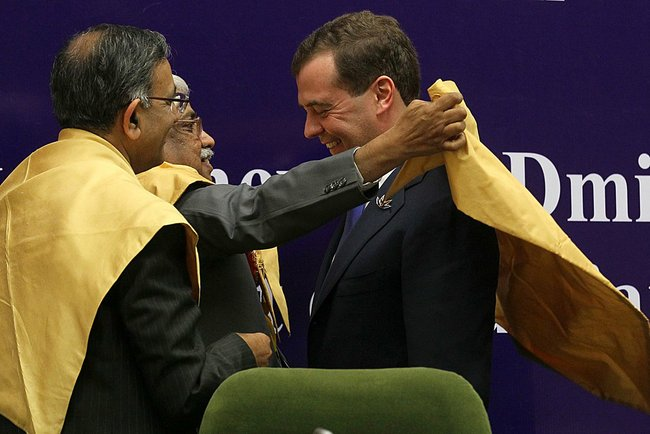
El expresidente de Rusia, Dmitri Medvédev, recibiendo el doctorado honorario de JNU, (2012).

Los exalumnos de la universidad incluyen al Premio Nobel de Economía, Abhijit Banerjee, el ex primer ministro de Libia, Ali Zeidan y el ex primer ministro de Nepal Baburam Bhattarai, así como varios políticos, diplomáticos, artistas, académicos y científicos.

## Otras lecturas
- Roy Chowdhury, Sharmishtha (2013), «Jawaharlal Nehru University»,  en Mary Elizabeth Devine; Carol Summerfield, eds., International Dictionary of University Histories, Routledge, pp. 224-227, ISBN 978-1-134-26210-6.
- JNU: Retrospect and Prospect, New Delhi: Jawaharlal Nehru University, 1986.
- Reddy, G. Ram (1995), Higher Education in India: Conformity, Crisis and Innovation, New Delhi: Sterling Publishers.
- K. B. Powar; S. K. Panda, eds. (1995), Higher Education in India: In search of quality, New Delhi: Association of Indian Universities.
- Gore, M. S. (1994), Indian Education: Structure and Process, Jaipur: Rawat.
- Ghose, Subhash Chandra (1993), Academics and Politics, New Delhi: Northern Book Centre.